# Семён Романович Ярославский
Семён Романович (ум. 1502) — воевода.
По происхождению ярославский князь.
Во время русско-казанской войны в конце 1467 года был послан с московским отрядом в Галич где помог галичанам отразить набег татар. После этого выступил с отрядом в лыжный поход в землю марийцев, которую сильно разграбил и лишь немного не дошёл до Казани. Пожалован в 1469 году в бояре, участник Боярской думы. В качестве воеводы принимал участие во многих походах в разных частях войск: в 1482 году был в походе против казанского царя; в 1484 году был послан в Казань для возведения на престол царя Алегама; в 1487 году был в походе на Казань, причем, перейдя Свиягу и разбив казанцев, взял Казань и пленил царя и многих казанцев; в 1488—1491 — псковский наместник; в 1493 году находился в походе к Великим Лукам; в 1495 году — в государевом походе в Новгород; в 1496 году — в походе к Выборгу; в 1499 году ходил на помощь Казани для защиты московского ставленника Абдул-Латифа от нападавшего на него Агалака, брата Мамука; в 1500—1501 годах после боя на Ведроше ходил на Литву.
Скончался в 1502 году.

## Дети
Дети также служили воеводами и участвовали в различных походах.
- Константин Сисей (упомянут в 1519/1520) — родоначальник угасших князей Сисеевых[1].
- Пётр Кривой (упомянут в 1506/1507 — 1529/1530)[1].
- Иван Семейка (упомянут в 1512—1514)[1].
- Дочь — жена боярина П. Ф. Давыдова-Хромого.